# Cestovni promet
Cestovni promet je proces premještanja, odnosno prijevoza osoba i/ili stvari vožnjom po ulicama tj. cestama.

## Podjela
Osnovna podjela cestovnog prometa je ona na putnički i teretni. Putnički promet je promet ljudi. Teretni promet je promet roba.
Redovni masovni putnički cestovni promet se vrši korištenjem voznog reda. To je tablica, u kojoj su navedeni datumi i vremena polaska, prolaska i dolaska autobusa.
Izvanredni promet se vrši prema potrebi, koristeći posebne ugovore i naputke, ovisno o potrebi.
Individualni putnički promet čine najčešće bicikli, motori, automobili i ostala prerađena sredstva (putnička rikša, kočija, itd...)

## Prometno sredstvo
Osnovno masovno prometno sredstvo za putnički cestovni promet je autobus, i njegove izvedenice, kao npr. kombi za prijevoz putnika.
Za masovno teretni promet se koristi kamion kao osnovno prijevozno sredstvo, a također i teretni kombi.
Međutim, u teretni promet spadaju i mnoga druga prometala, posebno prerađena za tu namjenu, kao. kolica, teretna rikša, motocikli s prikolicom i sl.

## Vanjske poveznice
- Cestovni promet Hrvatska tehnička enciklopedija, portal hrvatske tehničke baštine. LZMK

- Croatian Road Traffic Safety Act, 2008